# Prasinopyra
Prasinopyra là một chi bướm đêm thuộc họ Noctuidae.